# El garrote vil
El garrote vil es una pintura al óleo sobre la pena de muerte por garrote vil realizada por Ramón Casas en 1894 en Barcelona y que actualmente se expone en el Museo Nacional Centro de Arte Reina Sofía de Madrid.
Durante los años 1893-1894 Casas se había ido centrando en el retrato, en los interiores con figuras femeninas y en el desnudo. La representación de personajes en multitud, que en la década anterior había derivado en obras tan importantes como Entrada a la plaza de toros de Madrid, Las regatas y alguna otra obra de temática taurina, había quedado relegada de su producción más reciente. La ejecución pública de un reo, que tuvo lugar en Barcelona en 1893 y que convocó  a una gran multitud de curiosos, sirvió al artista para plasmar una crónica de la Barcelona de su tiempo. Casas, como es habitual en sus pinturas de estas características, reprodujo con gran exactitud una escena de gran dureza, pero evitando la denuncia social y limitándose a plasmar la situación como una instantánea fotográfica.
Casas inaugura con esta obra su serie de cuadros de crónica social. Según parece, el pintor reflejó la ejecución de Aniceto Peinador, un joven de diecinueve años ajusticiado en 1893, huyendo tanto del patetismo de las escenas de género como en la retórica solemne de los cuadros de historia. Desde hacía treinta años no se había ejecutado a nadie en Barcelona por el procedimiento del garrote vil, y, en cambio, en tres años consecutivos tuvieron lugar las ejecuciones públicas de Isidro Mompart, Aniceto Peinador y Santiago Salvador, acusados los dos primeros de asesinato y el tercero del atentado del Liceo que costó la vida a veinte personas. De la expectación que produjeron estas ejecuciones entre los barceloneses dieron noticia los diarios y especialmente las fotografías de la época, que muestran a la gente amontonada alrededor del patíbulo, en el patio de los Cordeleros al lado del muro de la Prisión de la Reina Amalia, que estaba situada cerca de la ronda de San Pablo.
El punto de vista elevado es un testimonio, sin eliminar detalles como el árbol en primer término que interrumpe la visión de la escena, dificultando incluso la del patíbulo, y actúa como referencia espacial. Con objetividad, Casas describe el carácter del suceso público de la ejecución, sin centrarse en ningún protagonista concreto, ni siquiera en la víctima, solo visible entre el verdugo y los confesores, y dejando que el espectador pasee su vista como podría hacerlo un testimonio presencial.
La obra fue presentada a la Exposición Nacional de Bellas Artes de 1895, en la que obtuvo una tercera medalla, lo que llevaba implícito su compra por el Estado, engrosando las colecciones del antiguo Museo de Arte Moderno, del que pasó al Prado en 1971 y finalmente acabó en el Reina Sofía tras el Real Decreto de 1995 que fijó la divisoria de las colecciones de estos dos últimos.